# Hodeng-Hodenger
Hodeng-Hodenger è un comune francese di 268 abitanti situato nel dipartimento della Senna Marittima nella regione della Normandia.

## Storia

### Simboli
Lo stemma comunale è stato presentato ufficialmente l'11 febbraio 2024. Lo scaglione centrale rappresenta la posizione elevata del comune, il giglio 
la fusione di Hodeng e Hodenger, uniti nel 1822, la mitra la chiesa di Saint-Denis, costruita nel XII secolo, e l'aquilotto di Montmorency.

## Società

### Evoluzione demografica
Abitanti censiti